# لیتی کازما
لیتی کازما (به لاتین: Leyti-Kazma) یک منطقه مسکونی در جمهوری آذربایجان است که در شهرستان قوبا واقع شده‌است.